# 태풍 무이파 (2004년)
태풍 무이파 (Typhoon Muifa)는 2004년 11월 15일부터 11월 25일까지 활동했고 최저기압 950 hPa를 기록한 2004년의 제25호 태풍이다. 필리핀에 심각한 피해를 남겼다. 이름인 무이파는 마카오에서 제출하였으며 매화를 의미한다.

## 같이 보기
- 2004년 태풍